# Figlie della Regina degli Apostoli
Le Figlie della Regina degli Apostoli (in latino Filiae Reginae Apostolorum; sigla F.R.A.) sono un istituto secolare femminile di diritto pontificio.

## Storia
L'istituto venne fondato nel 1921 da Elena Da Persico: i primi gruppi di Figlie della Regina degli Apostoli sorsero a Venezia, Mantova e Trieste. Il sodalizio venne eretto canonicamente il 19 marzo 1931 dal vescovo di Trento Celestino Endrici; ricevette il riconoscimento di istituzione di diritto pontificio con il decretum laudis del 1º novembre 1950, con il quale vennero approvate anche le sue costituzioni.
L'8 dicembre del 1954 le Figlie della Regina degli Apostoli sono state definitivamente approvate dalla Santa Sede.

## Attività e diffusione
le Figlie della Regina degli Apostoli si dedicano alle più svariate opere di apostolato, secondo i diversi bisogni delle anime generati dal moderno assetto sociale.
Dell'istituto fanno parte 392 membri presenti in Italia, Francia, Inghilterra, Brasile.